# Israil Magomedgirejewitsch Arsamakow
Israil Magomedgirejewitsch Arsamakow (russisch Исраил Магомедгиреевич Арсамаков; * 8. Februar 1962 in Grosny) ist ein ehemaliger sowjetischer Gewichtheber. Er wurde 1988 Olympiasieger im Leichtschwergewicht.

## Werdegang
Israil Arsamakow, von inguschischer Herkunft, begann als Jugendlicher in Grosny mit dem Gewichtheben. Er war Angestellter der sowjetischen Staatseisenbahn und Mitglied von Dynamo Grosny.
Sein Debüt auf der internationalen Heberbühne gab Israil Arsamakow bei der Junioren-Weltmeisterschaft 1980 in Montreal. Er belegte dort im Leichtschwergewicht mit 340 kg im Zweikampf hinter dem Bulgaren Pawlow, der auf 355 kg kam, den 2. Platz. Bei der Junioren-Weltmeisterschaft 1981 in Lignano gelang ihm die Revanche gegen Pawlow, denn er siegte dort im Leichtschwergewicht mit 377,5 kg (175–202,5) klar vor Pawlow, der 360 kg im Zweikampf erreichte. Auch bei der Junioren-Weltmeisterschaft 1982 in São Paulo siegte Israil Arsamakow im Leichtschwergewicht. Er erzielte dabei mit 385 kg (175–210) im Zweikampf eine herausragende Leistung.
Ein Jahr vorher, 1981, war er auch schon sowjetischer Meister bei den Senioren geworden. Dabei erzielte er im Leichtschwergewicht 375 kg (172,5–202,5) und gewann damit vor Waleri Talajew, der auf 367,5 kg kam. 1982 kam er bei dieser Meisterschaft im Leichtschwergewicht auf 372,5 kg (170–202,5) und musste sich Alexander Perwi, 382,5 kg, geschlagen geben.
1983 wechselte Israil Arsamakow in das Mittelschwergewicht. Er belegte in dieser Gewichtsklasse bei der sowjetischen Meisterschaft mit 397,5 kg (182,5–215) hinter Wiktor Solodow, 400 kg, den 2. Platz. Nach dieser Meisterschaft bereitete sich Israil Arsamakow gewissenhaft auf die kommenden Wettkämpfe vor, weil er unbedingt bei den Olympischen Spielen 1984 in Los Angeles an den Start gehen wollte. Er zeigte 1984 sein gesteigertes Leistungsvermögen, als er bei der Eisenbahner-EM in Gorna Orjachowiza/Bulgarien im Mittelschwergewicht 405 kg (180–225) erzielte. Die Politiker machten ihm einen Strich durch seine Rechnung, denn sie boykottierten die Olympischen Spiele in Los Angeles und trugen somit ihre politischen Differenzen auf dem Rücken der Sportler aus.
1985 kehrte Israil Arsamakow in das Leichtschwergewicht zurück und sowjetischer Meister. Dabei wurde in dieser Gewichtsklasse zum zweiten Mal sowjetischer Meister. Dabei erzielte er im Zweikampf 385 kg (172,5–212,5). Bei einer internationalen Meisterschaft wurde er aber erst im Jahre 1986 eingesetzt. Er startete bei der Europameisterschaft im damaligen Karl-Marx-Stadt (heute Chemnitz) und siegte im Leichtschwergewicht mit 382,5 kg (170–212,5) vor dem starken Bulgaren Assen Slatew, der 375 kg erreichte. Bei der Weltmeisterschaft 1986 in Sofia steigerte sich Israil Arsamakow auf 390 kg (177,5–212,5), musste sich dort aber dem dort in Überform befindenden Assen Slatew, 405 kg (180–225), geschlagen geben und belegte vor dem Ungarn László Barsi, 385 kg, den 2. Platz.
1987 belegte Israil Arsamakow bei der sowjetischen Meisterschaft im Leichtschwergewicht mit 385 kg (172,5–212,5) den 2. Platz hinter Sergei Li, 387,5 kg und kam in diesem Jahr zu keinen weiteren Einsätzen bei den internationalen Meisterschaften.
1988 wurde er mit einer Leistung von 385 kg (172,5–212,5) zum dritten Mal sowjetischer Meister im Leichtschwergewicht. Er wurde dann auch bei den Olympischen Spielen 1988 in Seoul in dieser Gewichtsklasse eingesetzt und wurde dort mit 377,5 kg (167,5–210) Olympiasieger vor dem Ungarn István Messzi, der auf 370 kg kam und dem Südkoreaner Lee Hyung-kun, 367,5 kg. Bei diesen Olympischen Spielen wurden erstmals keine WM-Medaillen mehr vergeben.
Nach diesem großen Erfolg beendete er seine Gewichtheberkarriere. Über seinen weiteren Lebensweg ist nichts bekannt.

## Statistik

### Persönliche Bestleistungen
- Reißen: 182,5 kg in der Klasse bis 90 kg bei den sowjetischen Meisterschaften 1983 in Moskau
- Stoßen: 215,0 kg in der Klasse bis 90 kg bei den sowjetischen Meisterschaften 1983 in Moskau
- Zweikampf: 397,5 kg (182,5/215,0 kg) in der Klasse bis 90 kg bei den sowjetischen Meisterschaften 1983 in Moskau

### Internationale Erfolge
| Jahr | Platz | Wettbewerb                                    | Gewichtsklasse | |
| 1980 | 2.    | Junioren-WM in Montreal                       | Leichtschwer   | mit 340 kg, hinter Pawlow, Bulgarien, 355 kg, vor Kalmar, Ungarn, 330 kg                                          |
| 1981 | 1.    | Junioren-WM in Lignano                        | Leichtschwer   | mit 377,5 kg (175–202,5), vor Pawlow, 360 kg u. Teodosiew, 355 kg, bde. Bulgarien                                 |
| 1982 | 1.    | Junioren-WM in São Paulo                      | Leichtschwer   | mit 385 kg (175–210), vor Isaoka, Japan, 342,5 kg u. László Barsi, Ungarn, 317,5 kg                               |
| 1984 | 1.    | Eisenbahner-EM in Gorna Orjachowiza/Bulgarien | Mittelschwer   | mit 405 kg (180–225)                                                                                              |
| 1985 | 1.    | Baltic-Cup in Riga                            | Leichtschwer   | mit 382,5 kg (172,5–210) vor Sergei Syrzow, UdSSR, 340 kg u. Bert Wolf, DDR, 335 kg                               |
| 1986 | 1.    | EM in Karl-Marx-Stadt                         | Leichtschwer   | mit 382,5 kg (170–212,5), vor Assen Slatew, Bulgarien, 375 kg (167,5–207,5) u. Urban, Rumänien, 370 kg            |
| 1986 | 1.    | Baltic-Cup in Stavanger                       | Leichtschwer   | mit 362,5 kg (162,5–200), vor Peter Möller, 332,5 kg u. Mario Schult, 332,5 kg, bde. DDR                          |
| 1986 | 2.    | WM in Sofia                                   | Leichtschwer   | mit 390 kg (177,5–212,5), hinter Assen Slatew, 405 kg (180–225), vor László Barsi, 385 kg                         |
| 1987 | 1.    | Intern. Turnier in Archangelsk                | Leichtschwer   | mit 385 kg (172,5–212,5)                                                                                          |
| 1987 | 2.    | Intern. Turnier in Lemberg                    | Leichtschwer   | mit 375 kg (165–210), hinter Garnik Kasarjan, 375 kg (170–205) u. vor Oleg Karnakow, 365 kg (160–205), bde. UdSSR |
| 1988 | 1.    | Intern. Turnier in Charkow                    | Leichtschwer   | mit 392,5 kg (172,5–220)                                                                                          |
| 1988 | Gold  | OS in Seoul                                   | Leichtschwer   | vor István Messzi, Ungarn, 370 kg (170–200) u. Lee Hyun-kun, Südkorea, 367,5 (160–207,5)                          |

### Einzelmedaillen
- WM-Silber 1986/Reißen u. 1986/Stoßen
- EM-Gold 1986/Reißen u. 1986/Stoßen

### Sowjetische Meisterschaften
| Jahr | Platz | Gewichtsklasse | Ergebnis                                                                               |
| 1981 | 1.    | Leichtschwer   | mit 375 kg (172,5–202,5), vor Waleri Talajew, 367,5 kg u. Gennadi Tschekojew, 357,5 kg |
| 1982 | 2.    | Leichtschwer   | mit 372,5 kg (170–202,5), hinter Alexander Perwi, 382,5 kg, vor R. Gaisin, 370 kg      |
| 1983 | 2.    | Mittelschwer   | mit 397,5 kg (182,5–215), hinter Wiktor Solodow, 400 kg, vor A. Gluchow, 392,5 kg      |
| 1985 | 1.    | Leichtschwer   | mit 385 kg (172,5–212,5), vor Nail Muchamedjarow, 352,5 kg u. S. Pawlow, 345 kg        |
| 1987 | 2.    | Leichtschwer   | mit 385 kg (172,5–202,5), hinter Sergei Li, 387,5 kg, vor Garnik Kasarjan, 380 kg      |
| 1988 | 1.    | Leichtschwer   | mit 385 kg (172,5–202,5), vor A. Gusakow, 380 kg u. G. Meschinsky, 375 kg              |